# Rockefeller Street (canção)
Rockefeller Street é uma canção da cantora Getter Jaani. Ela representou a Estónia no Festival Eurovisão da Canção 2011 na segunda semi-final, terminando em 9º lugar com 60 pontos, conseguindo passar á final e classificando-se em 24º lugar com 44 pontos na final.

## Letra
A letra é bem caricata, explica que há uma festa na rua Rockefeller e que todas as pessoas se dirigem para lá, e tudo está um pouco estranho. A mensagem é simples: divertir e aproveitar a vida! 